# 苏瓦雷卡市镇
苏瓦雷卡市镇（羅馬化：Opština Suva Reka），是科索沃普里茲倫區的一个市镇，行政中心为蘇瓦雷卡。市镇总面积为306平方公里，人口数量为59,722人（2011年）。